# Winkelshütten
Winkelshütten war bis 1928 eine Gemeinde im Kreis Halle (Westfalen) der preußischen Provinz Westfalen. Heute gehört Winkelshütten zur Stadt Borgholzhausen im Kreis Gütersloh.

## Geografie

Lage von Winkelshütten auf einer Karte von 1895

Die nordöstlich des Stadtkerns von Borgholzhausen gelegene Gemeinde Winkelshütten umfasste eine Fläche von 4,3 km² und war eine Streusiedlung ohne eigentlichen Dorfkern.

## Geschichte
Die Gemeinde Winkelshütten ging aus einer alten Bauerschaft hervor, die bis zur Franzosenzeit zur Vogtei Borgholzhausen im Amt Ravensberg der Grafschaft Ravensberg gehörte. Seit dem 19. Jahrhundert gehörte Winkelshütten zum Amt Borgholzhausen im Kreis Halle (Westf.) Am 1. Oktober 1928 wurde Winkelshütten mit Barnhausen und dem Gutsbezirk Brincke zur neuen Gemeinde Brincke zusammengeschlossen, die 1929 in Barnhausen umbenannt wurde. Mit Barnhausen kam Winkelshütten am 1. Januar 1973 zur Stadt Borgholzhausen.

## Einwohnerentwicklung
| Jahr | Einwohner |
| ---- | --------- |
| 1799 | 494       |
| 1821 | 602       |
| 1843 | 605       |
| 1864 | 491       |
| 1885 | 473       |
| 1910 | 412       |